# 我們的太陽系列角色列表
我們的太陽角色列表是對於小島秀夫原作遊戲作品「我們的太陽」及登場人物之敘述。部分中文譯名只是暫定，以日文發音為主。

## GBA系列人物介紹
以遊戲為主做介紹，內容不包含《僕太DS》、《太陽少年漫畫》。

### 主角群
依照《僕太》《續太》《新太》故事登場順序排列。
強哥（日：　英：Django）（聲：水間真紀）
本作品《僕太》《續太》《新太》男主角之一，第一男主角。
持有太陽少年的稱號，太陽銃「ガン・デル・ソル」的繼承者。由最強的吸血鬼獵人「紅之林哥」之處，繼承了父親操控太陽之力的能力，以及「深紅的圍巾」。
臉上塗有一條白色，即使在夏天也身穿灰色長袖、配戴圍巾在，冬天也穿著短褲。體內血液繼承父親的太陽之血(林哥)與母親的月之血(瑪妮)為了報殺父之仇，追逐吸血鬼到死之都，在那裡遇見大地巫女莉塔，並與生離死別的哥哥薩巴塔重逢。《續太》的劇情中，被變成半吸血鬼，不過在太陽淨化後，太陽之力與黑暗之力分開，《新太》的劇情開始被封印在地下牢獄，結果以吸血鬼之力復活，但是這也讓強哥暫時失去記憶。《續太》的劇情中，由於太陽槍被奪走，更是學會使用劍、槍（這裡指長槍）、搥三大類並運用自如，還有徒手攻擊。《新太》中武器只剩下劍類，更把劍類細分五大種類為「直剣」「長剣」「刀」「曲刀」「大剣」，然而在《續太》跟《洛克人EXE》合作，得到「洛克破壞砲」當做武器使用。擁有半吸血鬼狀態「黑強哥」與和天鼓大人合體的太陽狀態「太陽強哥」。遊戲中預設主角名字為強哥，玩家可以任意變更主角名稱，薩巴塔是強哥唯一的雙胞胎哥哥。《僕太》劇情中主角傾向於不回話，到《續太》《新太》劇情回話次數增加。名字由來取自《續‧荒野大鑣客》主角名字（Django）
天鼓大人（日：　英：Otenko）（聲：大塚明夫）
太陽使者。為了守護所有的生命種而降臨世上的太陽精靈。
引導強哥，並且在戰鬥中給予支持，曾經與「紅之林哥」共同戰鬥，經歷數戰的勇士。運用自身擁有豐富的知識經驗來引導並教導強哥。
以本體的太陽意志化為向日葵的姿態降臨在大地，《新太》劇情中曾被崔尼帝的一句話「多嘴多舌的向日葵(おしゃべりヒマワリ)」震怒。
持有主角打敗敵人和頭目後必須召喚太陽淨化魔法陣(パイルドライバー)的能力，《僕太》結局中，被敵人狙擊，並且石化，化作碎片，由玩家決定取回或消失。
《續太》中留下魔法陣，被達因封印在酷樂體內，引導黑強哥前往黑暗街，直到打倒四兄妹的達拉絲蘿淨化後，借由薩巴塔的月之力解開封印。《新太》中四個結局當中有兩個會生還，有兩個會留下遺言消失。
薩巴塔（日：　英：Sabata）（聲：重松朋）
本作品《僕太》《續太》《新太》的男主角之一。
故事中主角的死對頭。持有黑暗少年和「月下美人」兩個稱號(分別為瘋狂與慈愛)。強哥的雙胞胎哥哥。
小時候被伯爵帶走，被偽母親闇之女王所撫養並培育為對抗太陽銃「ガン・デル・ソル」做為黑暗槍「ガン・デル・へル」的使用者，成為黑暗之子。
從真正的母親瑪妮之處，繼承了月之巫女（月下美人）的力量和「月光的圍巾」。:Immortal(イモータル)的尖兵，透過瑪妮知道自己真正的身世時，同時對女王產生憤怒與憎恨，決定離開Immortal(イモータル)，加入強哥成為夥伴。
為了成為黑暗之子，體內被注入黑暗物質，儘管因為月之血的關係沒變異為吸血鬼，卻已經成為沒有了黑暗力量就沒辦法存活。嘴巴雖然壞但很想念弟弟。
與向日葵少女札琪很早之前相識，但實際關係不明。
《續太》中為了拯救被吸血鬼達因吸血變異化的林哥與強哥共同合作的好夥伴，《新太》被Immortal(イモータル)一人操控
瘋狂的與強哥戰鬥，把強哥打敗埋葬封印在地下牢獄，此後薩巴塔對戰強哥的同時留下具有意義深遠的發言。最後和破壞之獸合體，他的結局是生是死為複數存在，四個結局當中有兩個會生還，有兩個會留下遺言消失。
名字由來取自《西部悪人伝》主角名字（Sabata）
莉塔（日：　英：Lita）（聲：小暮英麻）
本作品《僕太》《續太》女主角之一。
守護著太陽樹，培育太陽的果實的大地巫女。是否有她以外的大地巫女，目前不明。聖・米格爾(サン・ミゲル)被襲擊之際，和太陽樹一起被伯爵帶走。
在強哥的幫助下照顧死の都イストラカン的太陽樹，讓它重新在聖・米格爾(サン・ミゲル)長嫩芽，經營道具店(水果店)。
平時做事整齊俐落，用詞遣字禮貌恰當，在赤手空拳的對戰把對方擊倒前，言行舉止會變得非常殘暴兇惡。實力讓強哥啞口無言，教導她的老師蕾蒂曾經說過「有點鍛練過頭(ちょっと鍛えすぎた)」。和強哥一樣在聖・米格爾(サン・ミゲル)出生，但兩人好像沒見過的樣子。
從伯爵那被救出之後，對強哥相當愛慕回到聖・米格爾(サン・ミゲル)後想辦法接近強哥，在強哥倒下時照顧他，在強哥變成半吸血鬼時說話鼓勵他，甚至強哥說要吸她的血也可以。
卡蜜拉（日：　英：Carmilla）（聲：小暮英麻）
本作品《新太》女主角之一。
操控石化能力，人稱「垂死之風的嘆息之魔女」。「垂死之風」顧名思義就是可以操縱一種石化光線。原本為人類，卻因持有魔女的力量理由，而被人們殺害迫害，死後被伯爵復活，成為吸血鬼女士。性格沉靜但內心卻很強大，她對薩巴塔持有有感情，而且一心一意並願意為他做任何事。《僕太》中的敵人，Immortal(イモータル)四元素守護者之一，守護著風元素。身為Immortal(イモータル)時，她的巨大蛇人姿態會讓人聯想到希臘神話的怪物美杜莎。淨化後靈魂寄宿在薩巴塔的身體裡，藉由這個契機讓薩巴塔昇華為月下美人。《新太》中以幻影的姿態徘徊。之後為了解放被破壞之獸支配的薩巴塔，以和破壞之獸沉睡為代價。《僕太DS》中出現了以嘆息之魔女為原型的盾牌“蛇眼”。
札琪（日：　英：Zazie）（聲：氷上恭子）
本作品《續太》的女主角之一。
是以前與林哥戰鬥傳說中的魔女「向日葵少女」的弟子。現在常被叫為向日葵少女札琪。說著一口流利關西話，也有點唯利是圖，不過是個積極開朗的少女。能用占星占卜未來及維持結界覆蓋整個聖・米格爾(サン・ミゲル)，擁有瞬移和強大魔力，經歷了十分嚴酷的年幼期被前代向日葵少女救助。《續太》中在客棧指引去處和堤通情報。與薩巴塔的關係在《續太》稍微暗示，最後不明。對於薩巴塔和卡蜜拉的事情似乎相當在意，對薩巴塔抱持一些好感。
崔尼帝（日：　英：Trinity）（聲：小池亜希子）
本作品《新太》男主角之一。《新太》登場。據說是從被拉塔特斯克統治的未來來的，自稱「未來少年」。崔尼帝自稱為「寶藏獵人」，實際上身上披著紀念母親「藍色披巾」和為了保護自己不被母親的鐵拳危害的「鐵鍋」。找尋傳說中的戰士為使命，總是給強哥添麻煩。

### 太陽街的居民
依照《續太》《新太》居住在聖・米格爾(サン・ミゲル)的人物為主。當然包含重要人物。除了崔尼帝和卡蜜拉外。其餘按照登場順序。
史密斯（日：　英：Smith）（聲：上田陽司）
天才製槍者。教導林哥用槍的男子。伯爵襲擊聖・米格爾(サン・ミゲル)而失去一隻眼睛後，已退出了戰鬥。現在經營鍛治屋。
絲米蕾（日：　英：Snmire）（聲：小暮英麻）
史密斯的孫子。《續太》為管理倉庫的少女。《新太》在強哥的家看家的少女。過去伯爵襲擊之時失去了母親，史密斯因此收養了他。由於這個衝擊而失去了以前的記憶，但她本人卻沒有察覺。
酷樂（日：　英：Kuro）
絲米蕾的朋友。冒險家的黑貓。《續太》中因為冒險心惹來災禍，根據馬賽羅之言，牠似乎不是真的貓。
牠的真實身分為，「太陽四戰士」中的大地的戰士「野獸能手(Beast Master)」的魔物朋友的遺腹子。
蕾蒂（日：　英：Lady）（聲：児玉孝子）
圖書館的管理員。擁有神祕氣質的女性。從本人的對話中，認識強哥的樣子。
其真實身分為組織中央派遣而來的「行會主人(Guild Master)」除了擅長封印術之外，也擅長護身術。此外也是將莉塔的才能培育開花培育的人，莉塔稱她為老師，不過看莉塔使用防身術時的個性轉變，有點後悔。
基德（日：　英：Kid）（聲：中村俊洋）
道具店的黑人青年。由於店主「道具專家(Item Master)」不在因此隨意經營著店舖。《新太》中成為飾品店。看似對買賣胡作非為的人。實際上，是個重視義理「爆炸黑人頭大師(Afro Master)」的人情派。
夏安（日：　英：Cheyenne）（聲：上田陽司）
武器店的青年。經常裸著上半身。是自古以來守護聖・米格爾(サン・ミゲル)的「太陽四戰士」最後生還者的風之戰士「武器大師(ウエポンマスター)」精通所有的武器。至今一直沒有告訴基德，冰之戰士「道具專家(Item Master)」已死去的消息。在黑暗街遇見半吸血鬼的強哥，被誤解做敵人而對戰。打敗他可做為圖書館怪物圖鑑。
棺材屋
棺材屋的男子。失去了心愛的人，這個打擊讓他也失去了自己。販賣各式棺材。《新太》中，對於棺材的執著，而設計出了究極的棺材「移動型棺材(Vector coffin)」與「棺材機車」。
艾尼歐（日：　英：Ennio）（聲：上田陽司）
時鐘塔的管理人。雖然嘴巴壞，但似乎不是在生氣。在遊戲中可以透過他任意改時間，一天一次。
陽子（聲：水間真紀）
太陽銀行的接待小姐。暗子的姊姊。
暗子（聲：水間真紀）
黑暗錢莊的接待小姐。陽子的妹妹。《僕太DS》的時代中，由於大家欠錢賴帳而倒閉。
路易斯（日：　英：Lewis）
拾番街的老人。喜歡在森林中散步，即使迷路也自誇能用自己的腳力逃脫。逃到太陽街的倖存者。《新太》中，住在聖・米格爾(サン・ミゲル)愛好散步的老人。以髯白的鬍鬚為驕傲。
馬賽羅（日：　英：Marcello）
陸番街的青年。對於吸血變異的怪物凶暴化感到心痛。逃到太陽街的倖存者。《新太》中，住在聖・米格爾(サン・ミゲル)愛好動物的青年。與龐大的身體不合，身體相當弱小。
？？？（哈迪納）
《續太》《新太》登場。異世界的來訪者。儘管失去了記憶仍對於自己的狀況相當享受。善於單獨潛入任務，似乎容易被女性欺騙。特技是能將東西丟進胃中藏起來。
柯奇
與棺材獸艾利芬一起突然出現的鬼教練。不知為何會知道棺材摩托車的所有事情，並且執意要提升強哥的能力。

### 其他
林哥（日：　英：Ringo）（聲：大塚明夫）
打倒Immortal(イモータル)之王，被稱為最強的吸血鬼獵人，是強哥和薩巴塔的父親，稱為「紅之林哥」。聖・米格爾(サン・ミゲル)受到亡靈的襲擊之際與伯爵交戰被認為已經死亡，不過在《續太》中以神秘的吸血鬼登場。強哥身上帶的圍巾與太陽槍為林哥所託付，一直在尋找被帶走的薩巴塔，活著的時候沒有再次見到薩巴塔。《續太》中非常諷刺的是，以吸血鬼的姿態與薩巴塔第一次相會。《僕太》中只有名字登場。做為偉大人物被後世流傳。不過在《僕太》中天鼓大人說曾被黑暗錢莊借錢的事感到困擾等有趣的一面。
瑪妮（日：　英：Mani）
月之一族的月下美人。強哥和薩巴塔的母親赫爾的親妹妹。性格和容貌不明。身體一半繼承Immortal(イモータル)，卻因為和林哥談戀愛後叛離。聖・米格爾(サン・ミゲル)襲擊時被伯爵誘拐。最後與赫爾同化被淨化魔法陣淨化。
向日葵少女
以前與強哥的父親戰鬥的傳說魔女。札琪的師傅。在札琪因為擁有超能力而經歷了十分嚴酷的年幼期而救助她，並讓她成為第一弟子。
洛克人
性格正直的網路領航員。與操控者熱斗締結著深固的友情。《續太》中為了追逐黑暗網路領航員「陰影人」而來到了世紀末世界。與共同戰鬥的強哥締結深固的友情。
嘎哩嘎哩君
異世界的來訪者。只要有「嘎哩嘎哩蘇打冰棒」，任何魔物都不用怕!!!據說當遇到危機時會變身成「唰哩刷哩君」!!!但從來沒有人見過那個模樣。此角色為科樂美公司與赤城乳業之合作宣傳項目之一，並以此角色作為置入性行銷。

### 敵人角色
依照《僕太》《續太》《新太》故事包含隱藏事件登場順序排列。劇情頭目除了伯爵和卡蜜拉為吸血鬼及陰影人為網路領航員外，大多出自北歐神話。

#### 我們的太陽
伯爵（日：　英：Count）（聲：大塚明夫）
稱「血（地）之伯爵」，強哥的勁敵，又叫做「吸血鬼之王」。《僕太》、《新太》的Immortal(イモータル)。原本是達因安排在赫爾身邊的間諜，最後背叛達因，發誓效忠赫爾。《僕太》中的Immortal(イモータル)四元素守護者之一，守護大地元素。有吸血、變身成蝙蝠等吸血鬼攻擊方式外，還會召喚漂浮的劍、從地上冒出的突刺和會持續奪取生物體力的詛咒之雨。對闇之女王赫爾忠誠，把林哥的兒子強哥視為宿敵。《續太》中沒有登場，曾經在額外事件「洛克人事件」結束後，說過利用陰影人當作復活計畫失敗。《新太》中成為Immortal(イモータル)四人眾之一，最後被太陽狀態下的「太陽強哥」淨化消滅。過去襲擊聖・米格爾(サン・ミゲル)，打倒紅之林哥並把他變為吸血鬼，誘拐瑪妮並把莉塔和太陽樹帶回Immortal(イモータル)，使史密斯失去一隻眼睛，奪走絲米蕾的母親生命。
根據《ボクらの太陽公式ガイド 完全版》所述，本角色原型為吸血鬼德古拉。
加姆（日：　英：Garmr）
Immortal(イモータル)四元素守護者之一。有著巨狼的姿態。冰屬性持有的Immortal(イモータル)。古代冰精靈的靈魂透過吸血變異的身姿復甦。守護著水元素。《僕太DS》中出現了在下雪時性能提升的魔犬“加姆”的配件套裝。
穆斯貝爾海姆（日：　英：Muspell）（聲：上田陽司）
Immortal(イモータル)四元素守護者之一。有著石巨人的姿態。火屬性持有的Immortal(イモータル)。古代火精靈的靈魂透過吸血變異的身姿復甦。守護著火元素。《僕太DS》中出現了在晴天時性能提升的巨人“穆斯貝爾海姆”的配件套裝。
卡蜜拉（日：　英：Carmilla）（聲：小暮英麻）
Immortal(イモータル)四元素的守護者。詳細記事請參照卡蜜拉部分。
白銀騎士（日：　英：Silvery White Knight）（聲：上田陽司）
《僕太》中隱藏的存在。位於蒼空之塔，身著白銀鎧甲的騎士。據說是月之女王的守護騎士。
赫爾（日：　英：Hel）（聲：児玉孝子）
《僕太》中，最終BOSS。死之一族的Immortal(イモータル)，人稱「闇之女王」，遵從銀河意思，打算將物種吸血變異化。她曾經是月光之子，但因為沒有慈愛的心，所以無法成為月光之子。她也是瑪妮的姐姐但卻憎恨愛上林哥而背叛Immortal(イモータル)的瑪妮，從她那奪走薩巴塔當作自己的孩子培育，並在薩巴塔體內灌輸黑暗物質變成黑暗之子。個性無情，輕視全部生命，就算是妹妹的孩子薩巴塔，也只把他當工具利用，薩巴塔雖然遵從赫爾的命令，但對她毫無忠誠心。最後與瑪妮同化、以最醜的Immortal(イモータル)姿態現身，在暗黑城與強哥、薩巴塔決戰。《僕太DS》中出現了以她的名字命名的黑暗武具“暗黑鐮赫爾”。

#### 續・我們的太陽
吸血鬼（紅之林哥）（日：　英： Vampire（Red Ringo））（聲：大塚明夫）
襲擊回到故鄉聖・米格爾(サン・ミゲル)的強哥並奪走太陽槍之神秘吸血鬼，受到吸血變異的影響而失去記憶並在聖・米格爾(サン・ミゲル)徘徊，外表似乎回到20歲的年輕容貌。由於曾經是太陽一族太陽銃的持有者，即使變吸血鬼也能使用，但代價是會被灼傷，第一次與薩巴塔和強哥戰鬥被擊倒，看見兒子們暫時恢復自我，被達因附身爆走後，突襲強哥。最終被達因附身與強哥、薩巴塔決戰，最後以身為人類的身分拖住達因一起被淨化。
達因（日：　英：Dainn）（聲：中村俊洋）
Immortal(イモータル)四兄妹的長兄。有著「黑達因」的稱號，持有影之力的Immortal(イモータル)，擁有比妹妹們還要強大力量的影之一族Immortal，自稱自己是真正的黑暗之子，遵從銀河意志。解開被封印在各個地方的妹妹們的封印並計劃復活絕對存在（永恆）的耶夢加德。沒有實體但擁有自由改變外貌的能力，樣貌為白髮少年，這個身姿只是過去的幻影。使用口笛、魔笛、操控其他Immortal(イモータル)並擁有附身在別人身上的能力，最終附身在吸血鬼（紅之林哥）與薩巴塔、強哥決戰，跟林哥一起被淨化。
達尼爾（日：　英：Duneyrr）（聲：氷上恭子）
空中的掌管者，支配天空的影之一族Immortal(イモータル)，人稱「白達尼爾」，為達因工作的不死族四兄妹的次女，平常總是戴著太陽眼鏡的女性身影，會化身成巨大的白蛾，從封印中醒來時，由於沒有時間覺醒，因此沒有取回原來的力量。
達拉梭爾（日：　英：Durathror）（聲：小暮英麻）
陸地的掌管者，支配陸地的影之一族Immortal(イモータル)，人稱「紅達拉梭爾」，為達因工作的不死族四兄妹的三女，平時是穿著黑色大衣的紅髮少女身影，會化身成巨大的玫瑰，真實身份為根植於聖・米格爾(サン・ミゲル)各處致力復活能以病痛侵入人類負面感情的黑暗樹。最終被淨化後與太陽樹同化。
達文琳（日：　英：Dvalinn）（聲：児玉孝子）
海洋的掌管者，支配海洋的影之一族Immortal(イモータル)，人稱「藍達文琳」，為達因工作的不死族四兄妹的長女，平時是長髮女性身影。被封印的情況下，也能以章魚的型態聚集著力量。
耶夢加得（日：　英： Jormungandr）
『續太』中的最終BOSS。不生不滅，只屬於不能被殺死的絕對存在（永恆）。人稱「終末之獸耶夢加得」，是Immortal(イモータル)的原始種碎片，被封印在太陽都市聖・米格爾(サン・ミゲル)的戒律之槍(螺旋塔)下。外貌是巨大的蛇型身體上長著多隻眼睛雖，然擁有強大的力量，但卻缺乏理性，以貪婪的本能驅使著吞噬一切，因此任何人都無法控制。後被達因復活，並在變異域最底層與強哥戰鬥。《僕太DS》中出現了以它的名字命名的黑暗武具“暗黑槍耶夢加得”。
陰影人
『續太』中額外事件的BOSS，為黑暗網路領航員，因為黑暗物質的關係在這世界實體化，企圖用蝙蝠吸收這世界的黑暗力量，統治世界。被洛克人引導的強哥打倒，淨化時被強哥和洛克人的雙向融合打傷，逃回原本的網路世界。

#### 新・我們的太陽
伯爵（日：　英：Count）（聲：大塚明夫）
Immortal(イモータル)四人眾之一。詳細記事請參照伯爵部分。
赫拉斯瓦爾格（日：　英：Hresvelgr）（聲：石田彰）
Immortal(イモータル)四人眾之一。有「死之翼赫拉斯瓦爾格」稱號的魔之一族Immortal(イモータル)。
以可愛糊塗的外表讓對手疏忽，再藉以陷阱捕捉的奇怪之鳥。以食慾優先，因此與只製造出無法食用的機器軍團的尼德霍格為犬猿之眾(嚴重不合)。
《僕太DS》中出現了在陰天時性能提升的怪鳥“赫拉斯瓦爾格”的配件套裝。
尼德霍格（日：　英：Nidhoggr）（聲：重松朋）
Immortal(イモータル)四人眾之一。有「機械王尼德霍格」稱號的魔之一族Immortal(イモータル)。
製作出鐵之軍團，駕駛着巨大鐵龍並有着少年外貌的瘋狂科學家。看不起機器以外的事物，因此與食慾優先的赫拉斯瓦爾格為犬猿之眾(嚴重不合)。
《僕太DS》中出現了在雨天時性能提升的毒龍“尼德霍格”的配件套裝。
拉塔托斯克（日：　英：Ratatosk）（聲：石田彰）
Immortal(イモータル)四人眾之一。有「傀儡師拉塔托斯克」稱號稱號的魔之一族Immortal(イモータル)，第三位黑暗之子。
雖然是黑暗之子卻不遵從銀河意志，只為一己私利而行動。
意圖以破壞之獸的恐怖支配世界成為「破壞之王」而利用薩巴塔和其他的闇之一族。因此操縱成為月下美人的薩巴塔與復活絕對存在的破壞之獸霍南迦德，企圖操縱這個力量控制整個世界以拯救這個星球。不論物理上或精神上，亦或是他人的能力皆能操控。組成了「Immortal(イモータル)四人眾」並為四人眾中的領導者。在「Immortal(イモータル)四人眾」中只當赫拉斯瓦爾格及尼德霍格為得力部下但伯爵對他而言只是外人。
《僕太DS》的世界裡成為「破壞之王」支配世界。
薩巴塔（日：　英：Sabata）（聲：重松朋）
在夢中被拉塔特斯克操縱，無法反抗，因此而反逆自己的兄弟。
看到強哥倒下時清醒，並封印至地下牢獄，內心相信強哥一定會復活。做出計畫與決定，引導強哥。詳細記事請參照薩巴塔部分。
霍南迦德（日：　英：Vanargand）
《新太》的最終BOSS。絕對存在（永恆）的破壞之獸。曾被月之一族封印在樂園深處，在夢中與擁有月之血的薩巴塔接觸時開始覺醒。最後由於拉塔托斯克的計劃而把半死半生的薩巴塔身體奉獻成為「原種碎片」而復活，趨向與強哥的最後之戰。《僕太DS》中出現了以它的名字命名的黑暗武具“暗黑劍霍南迦德”。
黒騎士（日：　英：Black Knight）
《新太》中，是隱藏存在。達到特殊條件後，出現在古之大樹。據說很久以前就曾對抗諸神的刺客。

## DS系列人物介紹

### 主角
沙巴特（日：　英：Lucian）（聲：佐藤雄大）
本作品《我們的太陽DS》的男主角之一。在外國版的名字是Lucian。總是單獨行動、砍殺吸血鬼的「黑衣劍士」。雖然是人類，卻可以使用人類不能使用的黑暗武具。7年前是和江格同屬於一個地下組織，曾經帶領過「投擲兵」的隊伍，同時也是繼承了太陽銃的使用者，實力已經被期待為可以升任成下一代首領的程度。但得知最心愛的女性"艾蓮"被當作「吸血鬼新娘」而被杜馬抓走後，在沒有任何幫忙下的單獨一人闖入黑暗之塔上，被杜馬擊倒成半死狀態。藉由黑暗星靈獸"涅羅"的力量，化身成半吸血鬼而復活。但因為副作用的關係，導致短暫的喪失記憶，現在也並沒有完全想起所有記憶，但只有艾蓮與杜馬的事情一直徘徊，所以他對其他事情並不關心，左眼帶著眼罩，並非受傷所造成，而是要隱藏那已經完全變成吸血鬼化、令人毛骨悚然的赤紅閃爍的眼睛。涅羅力量能使他變化成「黑暗沙巴特」，變身時段為晚上。
江格（日：　英：Aaron）（聲：水間真紀）
本作品《我們的太陽DS》的男主角之一。在外國版的名字是Aaron。是亞克那(アクーナ)城鎮裡的見習槍手，是傳說中與破壞之王戰鬥的「高速之戰士」崔尼帝的兒子。天鼓力量能使他變化成「太陽江格」，變身時段為早上。目前為止，可從人物看出，此作品與前作作品截然不同，江格性格非常活潑且鮮明、也莽撞且不常思考。只要是甜食都喜歡，最討厭番茄。父親曾是地下組織的首領，在7年前解救妻子時，戰鬥中身亡。母親也是地下組織一員，死因不明。手中的太陽銃是父親的遺物。

### 重要人物
卡蜜拉（日：　英：Carmilla）（聲：小暮英麻）
本作品《我們的太陽DS》的女主角之一。
在邊境上修築研究所的吉利坦教授那工作，臉色看似不是很好的女僕。經常冷漠沒表情，似乎缺乏了感情。原形是由斯特卡男爵以一名叫「艾蓮」的女性本身為基礎而打到成的人造人。艾蓮還在組織時，曾經是沙爾塔納(沙巴特)愛的女性，但是被杜馬擄走後，被當成吸血鬼新娘、最後被殺，而屍體被當作實驗材料，成為了「人造人卡蜜拉」。
原本人造人是應該變成吸血鬼的奴隸，然而只有卡蜜拉卻為了自我而變成失敗品等著被處置，被吉利坦教授接納後，並在研究室裡幫忙工作，沒有生前記憶及認何感情。雖然沒有被詳細的提起過，但其實和霍尼帝之間設置了江格進入，因此被猜測是江格的親生母親。起初，亞涅斯特和其他組織的成員們並不知情，更何況是沙爾塔納(沙巴特)。
艾莉絲（日：　英：Alice）（聲：氷上恭子）
在《我們的太陽DS》當中的向日葵少女。常用行動電話給予建議，操縱衛星魔法「向日葵」對吸血鬼淨化也很有幫助。因此，被沙巴特稱之為向日葵。頭上的「兔子耳朵」是個特徵，是少數人中，知道沙巴特的過去的人，為喪失記憶的沙爾塔納取了沙巴特這名子的也是她。和吉利坦教授是老朋友，因為彼此的利害關係一致，而互相合作。

### 星靈獸
涅羅（日：　英：Nero）（聲：石田彰）
掌管闇的星靈獸，是隻長了翅膀且和沙巴特一起行動的黑貓。雖然嘴壞，但卻是個可靠的大哥哥，支持上是一個明確的選擇。
頭上的傷疤是沙巴特從佩羅身上剝奪時所留下的。
天鼓（日：　英：Toasty）（聲：大塚明夫）
曾經跟隨著崔尼帝戰鬥，後來長眠封印於太陽銃中，遊戲中反映出江格的心後就此甦醒。
名子本身就是天鼓，所以才會變成光之星靈獸這種設定。
和GBA以往不同的是，本作品中，天鼓的眼睛部分做了細心的設計。
阿斯蘭（日：　英：Ursula）（聲：小池亜希子）
火的意志具現化的星靈獸。掌管火屬性與沙漠氣候。具有江戶之子氣質。
莉莎（日：　英：Ezra）（聲：浅川悠）
冰的意志具現化的星靈獸。掌管冰屬性與冰雪氣候。具有優雅淑女氣質。
奧托飛特（日：　英：Alexander）（聲：上田陽司）
風的意志具現化的星靈獸。掌管風屬性與亞寒帶濕潤氣候。具有義理堅定的武士氣質。
托比（日：　英：Tove）（聲：氷上恭子）
大地的意志具現化的星靈獸。掌管大地屬性與熱帶雨林氣候。具有天真爛漫的少年忍者氣質。
佩羅（日：　英：Perrault）（聲：重松朋）
與涅羅同樣是闇的星靈獸，相對的存在。被與涅羅分裂後，成為最接近月的星靈獸。與黑暗的星靈獸不同，有著天使的白色羽毛。與涅羅正相反的是用兩隻腳站立的白貓，穿著飛行員套裝。根據奧托飛特表示，性別是偏向於女生(雌)的樣子。追隨著杜馬，操縱魔術戰機-薛丁格，總是出現在沙巴特他們面前阻饒前進。從斯特卡戰後為止，可以說是所有射擊部分的總BOSS。最後與杜馬融合，與江格和沙巴特作戰。漫畫版在第三部有登場，不過性別是偏向於男生(雄)。
戰鬥洛克（日：　英：War Rock）（聲：伊藤健太郎）
從宇宙來的電波生命體，能跟星河昂合體成"洛克人"。

### 其他
莉絲佩絲（日：　英：Lisbeth）（聲：小暮英麻）
本作品《我們的太陽DS》的女主角之一。
經營已經去世的雙親所留下的雜貨店「成對的蝴蝶」，是個非常勇敢的少女。根據劇情中，年齡在8歲左右。
在被暗黑一族所襲擊時，被江格所幫助。
有關江格的事情，總是用「江格大人」來所稱，由於天鼓的影響，座右銘為「心中總是有太陽在(いつも心に太陽を)」。
崔尼帝（日：　英：Trinity）
傳說中和破壞之王戰鬥的「高速的戰士」。是教予沙爾塔納使用太陽槍的老師，也是江格的父親。
當時已經跟隨著天鼓去戰鬥，但是單獨去幫忙追巡艾蓮下落時的沙爾塔納，途中得知老師已經被杜馬殺死的消息。
然而「高速的戰士」這稱號，也在那時漸漸的枯萎消去。
而"霍尼帝"會聯想到《新太》中的未來少年"霍尼帝"，被猜測有可能會是同一人。
DS的劇情裡也有紀載「這是崔尼帝擊敗拉塔托斯克後的世界(平行世界)」。
碧媞（日：　英：Beatrix）（聲：浅川悠）
本作品《我們的太陽DS》的女主角之一。
亞克那(アクーナ)城鎮中的女槍手，帶有著「魔女」的稱號，太陽槍 ウィッチ(witch) 的持有者，本名是「碧雅特莉絲」，碧媞是省略後的名子。
依據劇情，年齡是18歲左右。
有著大姊姊的樣貌、卻有著男子氣概的性格，第一人稱是"我"(オレ)。總是被部下稱為"姊姊"或是"大姊"般的愛慕，對於スニーキング的潜入任務非常擅長。
亞克那(アクーナ)城鎮裡出生，上一代的領導者死亡後便直接加入組織，並不太知道霍尼帝跟沙爾塔納的事情。
亞涅斯特（日：　英：Ernest）（聲：上田陽司）
淨冠(クリアカン)組織的現任領導者，帶有「龍騎士」的稱號，是太陽槍 ドラグナー(dragoon) 的持有者，是江格使用太陽槍上的指導老師，也是養父。
有通融不聽的地方，但是有統帥能力，被大家愛慕著。至今對7年前的事情依然非常懊悔，根據劇情推測，年齡在26歲左右。
凱（日：　英：Kay）（聲：黒田崇矢）
與亞涅斯特一起戰鬥的狗人，的組織的戰士。有著「忍者」的稱號，太陽槍 ニンジャ(ninja) 的持有者。根據劇情年齡是24歲前後。
「忍者」的稱號最初被稱為「狂戰士」。
吉利坦教授（日：　英：Professor Sheridan）（聲：中村俊洋）
在邊境上修築住宅、而正在進行研究的科學家。艾莉絲口中的怪人，但是也有他深思熟慮一面。
解放星靈獸之一的就是他，由於吉利坦教授使用疑似太陽(ギジタイ)入侵與星靈獸相通、變得能使對應的星靈獸直接改變天氣。
而且把特定的材料帶去給他的話，也可以讓武器提升強化。
蘿拉（日：　英：Laura）（聲：水間真紀）
太陽銀行內的服務員。臉色很不好，但有著明亮和有禮貌的個性而受到歡迎。各個地方都有和她一模一樣臉的銀行服務員。
跟卡蜜拉一樣是人造人。但卻和冷淡的卡蜜拉又截然不同、表情非常豐富，但其實沒有感情。
棺材魔法機械 - 拉普拉斯（日：　英：Laplace ）

### 敵人角色
劇情頭目除了火焰金牛為FM星人外，大多出自知名作家。
萊馬（日：　英：Rymer）（聲：大塚明夫）
被稱為「伯爵」並在邊境城鎮-「亞克那(アクーナ)」狩獵捕捉奴隸給于魔都城而開始清除獵人的行動。除了這原因之外，捕捉獵人其實也是他自己的一大樂趣。
封印著火焰的星靈獸．阿斯蘭。
整體棺材套裝造型是半人馬的模樣。因為這次的BOSS造型是以十二正星座為主題，而萊馬的主題就是人馬座(射手座)。
漫畫版在第三部有以棺材套裝的人影身姿登場，可惜最後根本沒有表現畫面。
艾德珈（日：　英：Edgar Poe）（聲：中村俊洋）
波子爵裡的哥哥。 被認為是御姐控的言行很多。 妹妹凡絲妮雅很喜歡稱作為「艾迪(エディ) 」，綁架了亞涅斯特和凱。
封印著風的星靈獸．奧托飛特 。
棺材套裝造型是雙子座。操作著紫色機體，使用劍類的攻擊，不是很優勢的選擇。
能夠與妹妹凡絲妮雅的綠色機體融合後變成金色的機體，力量提升不少，可惜變成不論是使用槍或使用劍攻擊，都被轉為成有效狀態。
根據漫畫版第三部有以棺材套裝的人影身姿登場。比起遊戲版，嘴巴很壞。
凡瑟妮雅（日：　英：Virginia Poe）（聲：小暮英麻）
波子爵裡的的妹妹。被認為是兄控的言行很多。哥哥愛德華很喜歡稱作為「吉妮(ジニー)」，綁架了亞涅斯特和凱。
封印著大地的星靈獸．托比。
棺材套裝造型是雙子座。操作著綠色機體，使用槍類的攻擊，不是很優勢的選擇。
能夠與哥哥愛德華的紫色機體融合後變成金色的機體，力量提升不少，可惜變成不論是使用槍或使用劍攻擊，都被轉為成有效狀態。
根據漫畫版第三部有以棺材套裝的人影身姿登場。這邊也與遊戲版不相同，差遣用詞非常壞。
斯特卡（日：　英：Stoker）（聲：秋元羊介）
有著「男爵」的稱號。 曾經擔任過魔術研究所的所長，是個瘋狂科學家，跟吉利坦曾經是師徒關係。
用魔術科學的力量創造出了卡蜜拉和蘿拉。
棺材套裝造型是巨蟹座。 封印著冰的星靈獸．莉莎 。
根據漫畫版，也是在第三部以棺材套裝的人影身姿登場，不過跟萊馬一樣，之後就沒出現了。
從人影的判斷來看，跟遊戲版相比，體型非常的苗條。
杜馬（日：　英：Dumas）（聲：黒田崇矢）
被稱為「兩隻角的公爵」而被人們害怕著，吸血鬼的BOSS。殺了崔尼帝和艾蓮的兇手。
因為自己的地位而對江格和沙巴特及公會抱有敵意，但事實上他是想用自己的方式與人類共存，這表明他也是一個有信念的人，不管他的方法如何。
穿著衣服樣貌是和沙巴特相同的棺材套裝造型，與沙巴特不同的是，他可以引出自己真正的力量。與佩羅融合後會變成「黑杜馬」。
他可以用拳頭反擊太陽江格的連踢，以及反擊黑暗沙巴特的吸血鬼獠牙。
有著相當俊俏的外表，在新城市中被女性譽為"想被「他」吸血"的高評價，有如明星般的那樣受歡迎。
主題是摩羯座，根據正式版攻略本，外表年寧大致上是18歲左右。
漫畫版中，是第三部的最終BOSS。與遊戲版不同，是以邪惡源頭而作畫，變身後就成為了很醜陋的樣貌。
根據一位公會成員的說法，他原本自稱「伯爵」，因此開始推測他可能是原本 GBA 版的「血之伯爵」。
他的雙角也與伯爵相符，只是顏色不同。另一方面，他也沒有發出 GBA 版伯爵特有的笑聲，而且第一人稱也不一樣。
波利多里（日：　英：Polidori）（聲：石田彰）
《我們的太陽DS》的最終BOSS。是銀河意志的使者「Immortal(イモータル)」，將棺材套裝造型給予杜馬們的原兇。
把人類和吸血鬼們當作自己的棋子。其實在地球上，真正的本體無法適應環境，所以製造了幻影的身姿活動著。
使用了疑似太陽(ギジタイ)讓真正身姿「星喰（プラネットイーター）」能適應各種環境，並同時改變著地球。
在最後的戰鬥中，利用已吞噬的吸血鬼們獲得了一個擁有巨大尖刺鎧甲的新身體。但本體被隱藏在心身體裡，看起來有點像是眼球般的模樣。
由於它沒有屬性弱點，攻擊方式是召喚被它收服的「穿著棺材裝的吸血鬼們」，使用的技巧是「召喚吸血鬼」。
火焰金牛（日：　英：Taurus）
牛島剛太和FM星人金牛座電波變換的姿態。

## 漫畫版．太陽少年

### 主角
將吾
本作品漫畫《太陽少年》的男主角之一，第一主角。
個性不服輸與不善常思考就行動，是個非常親近哥哥的孩子。 遊戲版的第一人稱是「我(ボク)」，而本作則是被改為「我(オレ)」。
自從小就分開以來，一直尋找著不知去向的哥哥-沙巴塔 ，作為「吸血鬼獵人」而踏上旅程，在遇到小天之後，太陽少年的力量才逐漸慢慢甦醒。
小天
太陽的精靈。 初次登場時，不知為何在盆栽內，看起來相當虛弱。
能夠變成將吾的武器和敵人戰鬥。武器的種類有「太陽槍」「太陽刀」「太陽盾牌」這三種。
和遊戲版不同，似乎有著關西腔的樣子。
沙巴塔
本作品漫畫《太陽少年》的男主角之一。
將吾的哥哥。與遊戲版不同，少年時才離開，服裝和髮型與將吾也多少些許不同。是吸血鬼獵人，不過與將吾不同，擁有月的能力。沉著冷靜，為弟弟著想。
是在第一部時，留下年幼的將吾出發旅行後就失去消息，最後得知是被達因囚禁利用，剝奪力量。
與達因決戰後，再次又失去了消息，不過在第二部，假裝成吸血鬼而潛入「瓦蘭西亞團」內。最後擊倒霍南迦德後與將吾一起回到原本生活。
第三部則是為了和將吾一起尋找父親，又重新踏上旅程。
林格
將吾與沙巴塔的父親。過去與達因作戰過，雖然造成了達因背後創傷，但是還是被打敗了。
最後喪失記憶變成了吸血鬼，在進入黑暗城與達因復仇前，有取回記憶，並把守門者給消滅後，連同也跟著消失。
然而從涅羅口中聽說，在吸血鬼所支配的行星．克利阿坎(クリアカン)有看到類似的人物。
聽到了這個消息，將吾與沙巴塔便朝著宇宙啟程，之後在克利阿坎(クリアカン)的杜馬的城堡前，父子們相聚。
阿魯妮卡
本作品漫畫《太陽少年》的女主角。
在第一部擔任遊戲中莉塔與卡蜜拉的角色。是村莊中保安官的女兒(養女)，長槍的使用者。
手中抱著枯萎的小天，等待著能喚醒小天的吸血鬼獵人到來。
性格開朗善良，看似普通的女孩，真實身份是從黑暗之塔中逃脫出來的少女，但本人並不知道自己是黑暗之子。似乎能在天空飛。
為了保護將吾，被伯爵咬到手臂，因此黑暗之血覺醒，最後被魯那給帶走。在那時與將吾是處於敵對關係。
吸血鬼時的樣貌，頭部有著巨大的翅膀和有如鳥獸的銳利指甲，也能夠變成有如大蛇般的身影。

### 其他
保安官
阿魯尼卡的父親，與女兒阿魯妮卡沒有實際血緣關係。不是獵人，但是有倉促的戰鬥能力。
達魯西斯
第二部登場，為了幫妹妹尋求醫藥費，而當賞金獵人砍殺吸血鬼的少年。
不擅長對待別人，口氣很壞，但其實內心很善良。 和「瓦蘭西亞團」戰鬥，對上使用鞭子的拉塔托斯克，但卻戰敗於拉塔托斯克與黑暗騎士。
山托莉
第一部登場，在賈魯姆支配村莊中發現的少女。
與身邊的櫻桃(寵物犬)感情非常好，但她的哥哥名子不明。
崔尼提
在第二部登場，與他的敵人「瓦蘭西亞團」的赫拉斯瓦爾格戰鬥並獲勝。

### 敵人角色
依照《第一部》、《第二部》、《第三部》故事登場順序排列

#### 第一部
伯爵
將吾的勁敵，是個裝模作樣又自傲的吸血鬼。
在城堡外被擊敗後沒有完全死去，反失去了力量並變小成，最後為將吾的嚮導。也許是因為他們在一起時對彼此的感情，他曾冒著生命危險拯救了將吾和小天。
但之後又以「瓦蘭西亞團」成員的敵人的身份回歸。 最終他在與將吾的戰鬥中身亡。
加姆
它看起來像一個雪球並將山托莉的寵物犬櫻桃與自身同化。最終被將吾淨化，使村莊回復光明。
穆斯貝爾海姆
巨大的石之巨人，就算被破壞，也能利用周圍石頭一直再生
其實本尊只是個操控石之巨人（人形）的小吸血鬼。最終將吾雖然原諒了它，但被吸血鬼化的阿魯妮卡殘酷地撕碎。
阿魯妮卡
與還沒覺醒時的個性相差極大，可以毫不猶豫的攻擊同樣是吸血鬼的同伴。
頭部有著巨大的翅膀和有如鳥獸的銳利指甲特徵，也能夠變成有如大蛇般的巨大身影。
利用覺醒前與將吾日久感情的演技欺騙將吾，最後敗在黑將吾手下。
魯那
穿著Immortal(イモータル)鎧甲的男人，真實身份是達因的傀儡。
達尼爾
暗黑城途中的第1000階
在城鎮中開著「捲捲婆婆世界最好吃餐廳」引誘將吾。
可以變化成巨大飛蛾的樣貌，把村民裹在繭中，孵化成殭屍
為數不多因將吾的善良而改變主意的不死族之一，並且像阿魯妮卡一樣，在故事結束之前仍然生存。
在第三部中，它被杜馬斯複製。
達拉梭爾
暗黑城途中的第4444階
設定與遊戲版有明顯不同，完全是不死族之一，擁有花朵的外型，藏匿於濫血草原之中，整片草原都是他的手足。
儘管它一度把將吾逼入絕境，但最後被變成吸血鬼的林格所消滅。
達文琳
暗黑城途中的第7000階
擁有章魚外型，藏匿在山中的瀑布湖水中，
觸手間吸盤會分泌毒物，史湖水都擁有劇毒。
最後被變回原形而捨身救將吾的伯爵同歸於盡。
布布布魯
暗黑城途中的第9000階
到達頂端前的看門狗，其實一路上都偷偷跟在將吾附近
直到被發現時才逃跑變回原形阻擋將吾。
被恢復記憶的林格所消滅。
達因
最終敵人，企圖消滅人類，讓黑暗壟罩整個地球的吸血鬼老大。憑藉其強大的黑暗力量，即使是小天的光，只要觸碰一下就能將其消滅。
它可以自由地伸出黑色的爪子像利劍一樣刺穿或擊飛對手。他曾經和林格戰鬥，並被太陽槍射中背部受傷。
與將吾戰鬥時，他背部的傷口被太陽之劍刺穿，受了致命傷。最後與耶夢加得同化，被與小天合體後的太陽將吾消滅。
在第三部中，它與其他不死族一起被杜馬斯在黑暗城堡中復活。
耶夢加得
達因利用黑暗物質所培育的黑暗生物
剛孵化就與達因同化成黑暗達因，最後被太陽將吾消滅。
在第三部中，它與其他不死族一起被杜馬斯在黑暗城堡中復活。

#### 第二部
「瓦蘭西亞團」
伯爵
在第二部成為「瓦蘭西亞團」的成員之一。詳細記事請參照伯爵部分。
尼德霍格
在第二部登場，「瓦蘭西亞團」的成員之一。吸血鬼獵人的懸賞目標，但它經常使出各種詭計來打敗追擊他的吸血鬼獵人。
最終它被將吾淨化，他的賞金給了將吾，但將吾又轉讓給了達魯西斯。
赫拉斯瓦爾格
在第二部登場，「瓦蘭西亞團」的成員之一。它先以外表欺騙崔尼提與它戰鬥，之後再揭露自己的真實型態並壓倒崔尼提。
但當崔尼提得知它就是殺害自己母親的兇手後，最後反被其擊敗後燒死。
拉塔托斯克
在第二部登場，「瓦蘭西亞團」指揮般的存在，外觀與遊戲版不同。它與阿魯妮卡和達魯西斯戰鬥並獲勝，但最後被假裝是他們朋友的沙巴塔擊敗。
黑騎士
在第二部登場，「瓦蘭西亞團」的成員之一，也是最終敵人。它與阿魯妮卡和達魯西斯戰鬥，並一劍就將他們兩人擊倒。
盔甲內的真實身份是霍南迦德，當將吾半開玩笑地擊打盔甲並使其崩潰時，它顯露出了自己的真實形態。
霍南迦德
在第二部登場，「瓦蘭西亞團」的成員之一，也是最終敵人。表面身份是黑騎士，吞噬了聚集在競技場中的觀眾靈魂作為力量源泉，但也因為吞噬了將吾朋友的靈魂，被憤怒至極的將吾以太陽子彈淨化，所有人的靈魂最終被釋放。
在第三部中，它與其他不死族一起被杜馬斯在黑暗城堡中復活。

#### 第三部
涅羅

巨大吸血鬼

佩洛

波兄妹

杜馬